# Ignacio Jáuregui
Ignacio Jáuregui, teljes nevén Ignacio Jáuregui Díaz (1938. július 31. –) mexikói válogatott labdarúgó, hátvéd.

## Pályafutása
Klubkarrierje során két csapatban, a Club Atlasban és a Monterreyben játszott, előbbiben hat, utóbbiban hét évet. Az Atlasszal egyszeres kupa- és szuperkupa-győztesnek mondhatja magát.
A válogatottal két vb-n vett részt, 1962-ben és 1966-ban. A nemzeti csapatban harminckét meccsen szerepelt, melyeken egy gólt szerzett.
Aktív pályafutása befejezése után edzősködni kezdett, ebből a legjelentősebb a Monterreyben eltöltött öt éve, ahol visszavonulása után rögtön el is vállalta a vezetőedzői megbízást.

## Sikerei, díjai
Club Atlas
- Mexikói kupa: 1961–62
- Mexikói szuperkupa: 1962